# Waffentag der deutschen Kavallerie

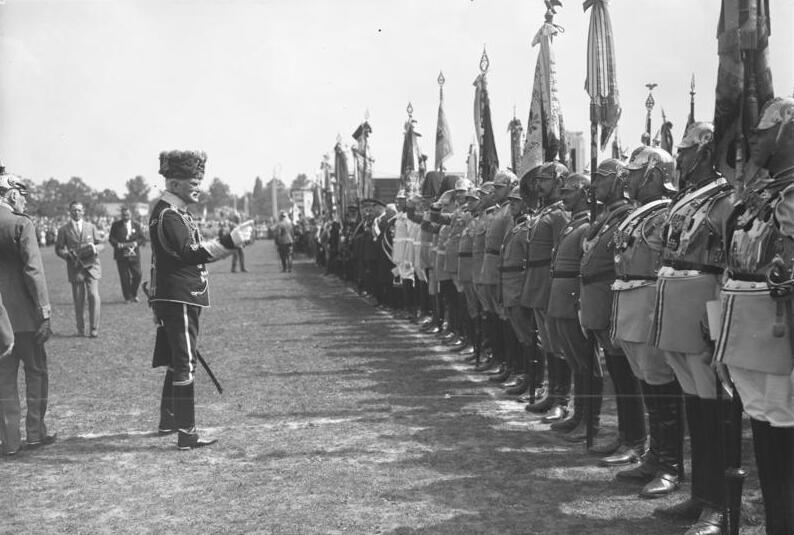
Waffentag 1931 in Dresden, Generalfeldmarschall von Mackensen schreitet die Front der Garde-Kürassiereauf der Ilgenkampfbahn in Dresden ab.

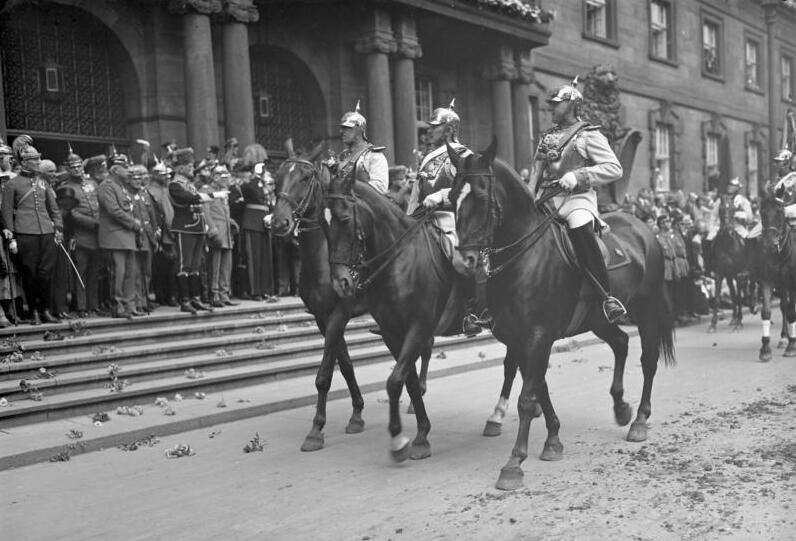
Waffentag 1931 in Dresden, Vorbeimarsch alter deutscher Kavallerie vor dem Generalfeldmarschall von Mackensen auf der Freitreppe des Rathauses in Dresden.

|  | Dieser Artikel oder Abschnitt wurde wegen inhaltlicher Mängel auf der Qualitätssicherungsseite der Redaktion Geschichte eingetragen (dort auch Hinweise zur Abarbeitung dieses Wartungsbausteins). Dies geschieht, um die Qualität der Artikel im Themengebiet Geschichte auf ein akzeptables Niveau zu bringen. Dabei werden Artikel gelöscht, die nicht signifikant verbessert werden können. Bitte hilf mit, die Mängel dieses Artikels zu beseitigen, und beteilige dich bitte an der Diskussion! |

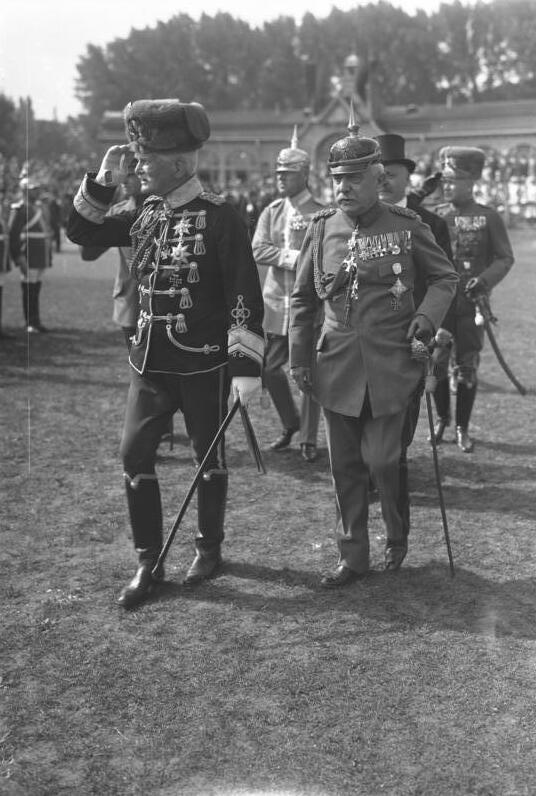
Links: Generalfeldmarschall August von Mackensen
Rechts: Generalleutnant Otto von der Decken 1931 in Dresden beim Waffentag der Deutschen Kavallerie.

Der Waffentag der deutschen Kavallerie war eine Veranstaltung in der Weimarer Republik und im Nationalsozialismus. Als Austragungsorte fungierte jedes Jahr eine andere deutsche Stadt. Der Termin war meist ein Wochenende mit Montag im Juni oder Juli. Dabei trafen jeweils sich die im „Deutschen Waffenring der deutschen Kavallerie e.V.“ zusammengeschlossenen Vereine (ca. 500-600), Traditionsverbände und Kavalleristen der alten kaiserlich-preußisch-deutschen Armee. Die Zuschauerzahlen bei den Waffentagen gingen in die Zehntausende.
Im Jahr 1933 wurde die ehemals konservative Veranstaltung erstmals von den Nationalsozialisten geprägt. Im Jahr 1933 hatte der Waffenring ca. 65000 Mitglieder. In diesem Jahr nahm zum ersten Mal der deutsche Kronprinz Kronprinz Wilhelm an dieser Veranstaltung teil.

## Austragungen
| Austragung | Jahr | Datum                 | Staat             | Ort        | Programmpunkte | Bekannte Personen |
| ---------- | ---- | --------------------- | ----------------- | ---------- | --- | --- |
| 1.         | 1931 | 11. bis 13. Juli      | Weimarer Republik | Dresden    | Ausrichtung: überschaubares, konservativ-nostalgisches Reitertreffen mit Sportveranstaltung und Tierschau Samstag: Parade von Reiterformationen vom Hauptbahnhof Richtung Carolastraße durch Sidonien-, Wiener und Gellertstraße. Sonntag: Feldgottesdienst mit Gefallenenehrung auf der Ilgen-Kampfbahn, anschließend Reitturnier mit Dressur-, Spring- und Fahrprüfungen. Den Abschluss bildete ein von drei Trompetenkorps vorgetragenes Reiterkonzert. Montag: Abmarsch Begleitprogramm: Landwirtschaftliche Ausstellung | Vertreter der Stadt begrüßten die Vertreter und den „Schutzherrn“ des Waffenringes Generalfeldmarschall Mackensen, Otto von der Decken                 |
| 2.         | 1932 | 18. bis 20. Juni      | Weimarer Republik | Hannover   | Ausrichtung: überschaubares, konservativ-nostalgisches Reitertreffen mit Sportveranstaltung und Tierschau Eröffnung mit Feldgottesdienst, anschließend „vaterländische Kundgebung“ im Hindenburgstadion, „Reiterkommerz“ in den Räumen der Stadthalle, Zapfenstreich der Kavallerie, am nächsten Tag: Vorbeimarsch der Reiterabordnungen vor Mackensen, Preußer, wenigen Gästen des Waffenrings und überschaubarem Publikum, die Kavalleristen in historischen Uniformen der Dragoner, Husaren, Gardeulanen. Begleitprogramm: Landwirtschaftliche Ausstellung | Ansprachen von General a. D. Preußer, Generalfeldmarschall Mackensen                                                                                   |
| 3.         | 1933 | 1. bis 3. Juli        | Drittes Reich     | Düsseldorf | Ausrichtung: propagandistisch nationalsozialistische Großveranstaltung, 20.000 Kavalleristen mit 7.000 Angehörigen, sowie dem SA-Reiterkorps Düsseldorf, das Historische Museum und die Kunsthalle begleiteten den Waffentag mit Ausstellungen, Beteiligung der SS, mit Rundfunkübertragung Freitag: Reit- und Springturnier, Kranzniederlegung durch Generalfeldmarschall Mackensen am Schlageter-Nationaldenkmal Samstag: Deutscher Abend mit nationalsozialistischer Ausrichtung im Rheinstadion, mit Horst-Wessel-Lied und 1.000 SA-Männern Sonntag: Feldgottesdienst auf den Rheinwiesen mit anschließender Parade vorbei an den Tribünen am Ulanendenkmal, der Rheinterrasse und am Rheingarten | Kronprinz Willhelm, Generalfeldmarschall Mackensen, General a. D. Poseck, General a. D. Kühne, General a. D. Preußer, Polizeiführer West v. Heydekampf |
| 4.         | 1934 | 7. bis 9. Juli        | Drittes Reich     | München    | | |
| 5.         | 1935 | 22. bis 23. Juni      | Drittes Reich     | Hamburg    | | Generalfeldmarschall Mackensen |
| 6.         | 1936 | 12. bis 13. September | Drittes Reich     | Breslau    | | |
| 7.         | 1937 | 12. bis 14. Juni      | Drittes Reich     | Karlsruhe  | technische Leitung: Artillerie-Regiment 35 Karlsruhe Sonntag: Reit - und Springturnier und Rennen auf den Rüppurer Rennwiesen mit 7000 Zuschauern (Jugendjagdspringen, Vielseitigkeitsprüfung, Dressurprüfung Klasse M, Jagdspringen Klasse S, Turnierpferde-Flachrennen) | Generalfeldmarschall Mackensen, nach ihm wurde die Mackensen-Kaserne (Karlsruhe) benannt                                                               |
| 8.         | 1938 | 10 bis 13. Juni       | Drittes Reich     | Erfurt     | Großkonzert der Wehrmacht am 10. Juni | Generalfeldmarschall Mackensen |